# Стейджкоуч (Невада)
Стейджкоуч (англ. Stagecoach) — переписна місцевість (CDP) в США, в окрузі Лайон штату Невада. Населення — 2022 особи (2020).

## Географія
Стейджкоуч розташований за координатами 39°21′56″ пн. ш. 119°22′59″ зх. д. / 39.36556° пн. ш. 119.38306° зх. д. (39.365594, -119.383178).  За даними Бюро перепису населення США в 2010 році переписна місцевість мала площу 21,61 км², уся площа — суходіл.

## Демографія
Згідно з переписом 2010 року, у переписній місцевості мешкали 1874 особи в 740 домогосподарствах у складі 528 родин. Густота населення становила 87 осіб/км².  Було 840 помешкань (39/км²).
Расовий склад населення:
| - 90,8 % — білих - 2,7 % — корінних американців - 0,7 % — азіатів - 0,4 % — чорних або афроамериканців - 0,2 % — вихідців з тихоокеанських островів - 2,1 % — осіб інших рас |

До двох чи більше рас належало 3,2 %. Частка іспаномовних становила 8,4 % від усіх жителів.
За віковим діапазоном населення розподілялося таким чином: 20,1 % — особи молодші 18 років, 61,2 % — особи у віці 18—64 років, 18,7 % — особи у віці 65 років та старші. Медіана віку мешканця становила 47,7 року. На 100 осіб жіночої статі у переписній місцевості припадало 100,2 чоловіків;  на 100 жінок у віці від 18 років та старших — 99,2 чоловіків також старших 18 років.
Середній дохід на одне домашнє господарство  становив 52 697 доларів США (медіана — 45 288), а середній дохід на одну сім'ю — 52 737 доларів (медіана — 46 635). За межею бідності перебувало 21,2 % осіб, у тому числі 52,0 % дітей у віці до 18 років та 0,0 % осіб у віці 65 років та старших.
Цивільне працевлаштоване населення становило 535 осіб. Основні галузі зайнятості: роздрібна торгівля — 19,4 %, освіта, охорона здоров'я та соціальна допомога — 12,9 %, науковці, спеціалісти, менеджери — 12,7 %.